# Normann pajzs
Névváltozatok: 

de: Normannenschild

Rövidítések

A normann pajzs nagyméretű, hosszúkás, domború pajzs, mely az emberi testet fülmagasságtól a térdig elfedte. A preheraldikus korból származik, de ez volt az első pajzs, melyet ritkán már a heraldikában is használtak a címerábrák megjelenítésére. Az alja háromszög alakú csúcsban végződik, a teteje le van kerekítve. A mérete fokozatosan kisebb lett és kialakult belőle a háromszögű pajzs.
Már a 11. században előfordul. A híres Bayeux-i kárpiton fémveretes normann pajzsok láthatók az 1066-ban Anglia elfoglalására induló normandiai harcosok kezében. Ezen veretekből alakulhattak ki az olyan címerábrák, mint a csalánlevél (de: Nesselblatt), a liliomos jogar (de: Lilienhaspel) és valószínűleg egyes lóherelevél-típusok (de: Kleeblätter) is. A normann pajzs egy ritka példánya az ún. seedorfi lovaspajzs (de: Reiterschild von Seedorf), mely ma a zürichi tartományi múzeumban látható. A pajzs felső részét a 13. században az akkori divathoz idomítotva eltávolították. A csehországi Znojmo román kori rotundájának 1134-re datált királyfreskóin nyolc fejedelemábrázolás látható normann pajzsokkal s ezek közül néhányat hátulról ábrázoltak. Innen tudjuk, hogy a pajzs hátoldalán harántos bőrszalagok voltak, mellyel a pajzsot kézbe lehetett fogni.
Magyarországon is előfordul. A bizánci kódexekben a kalandozó magyarokat gyakran normann pajzzsal ábrázolják. Normann pajzs van a 12. századi aquamanile (vízöntő edény rituális kézmosáshoz a templomban) lovasának kezében. Ugyancsak normann pajzsok láthatók a 11. századi bizánci uralkodó dinasztia tagjait ábrázoló hercegi korona, diadém szelvényein, mely egyes vélemények szerint I. András koronája volt. Ezek Kónsztantinosz Monomakhosz császárt, feleségét, Zóé császárnőt és az ő nővérét Theodórát ábrázolják az 1042-1050 közti időből. A diadémot 1860-ban szántották ki Nyitraivánkán. Ma a Magyar Nemzeti Múzeumban látható. Normann pajzshoz hasonló nagyméretű pajzs látható egy Zsigmond királyról (1387–1437) készült metszeten is.

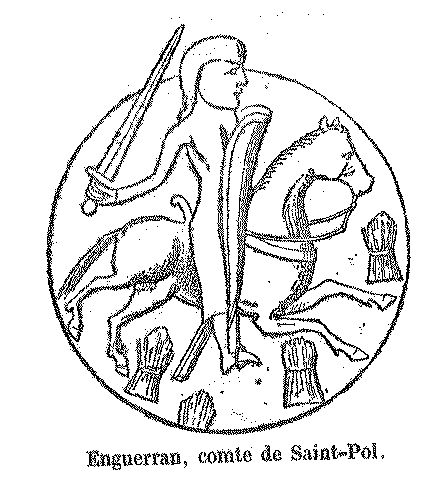
Normann pajzs Enguerrand, Saint-Pol grófjának 1150 előtti pecsétjén
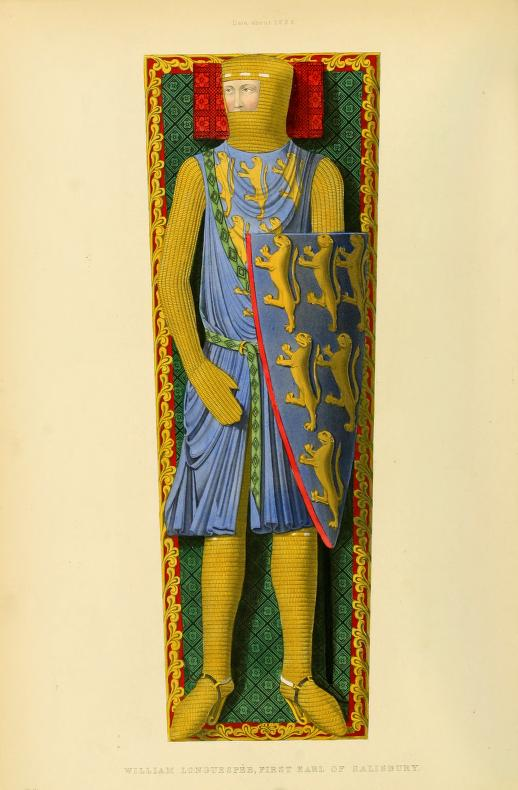
Festmény II. Henrik angol király törvénytelen fia, William de Longespée-ről; ez már valódi címer
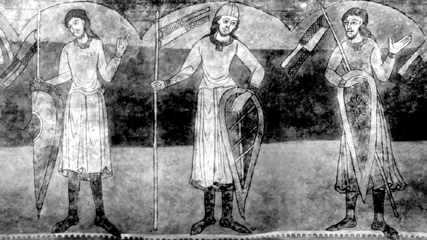
Királyábrázolások a znojmoi román kori rotunda freskóiról
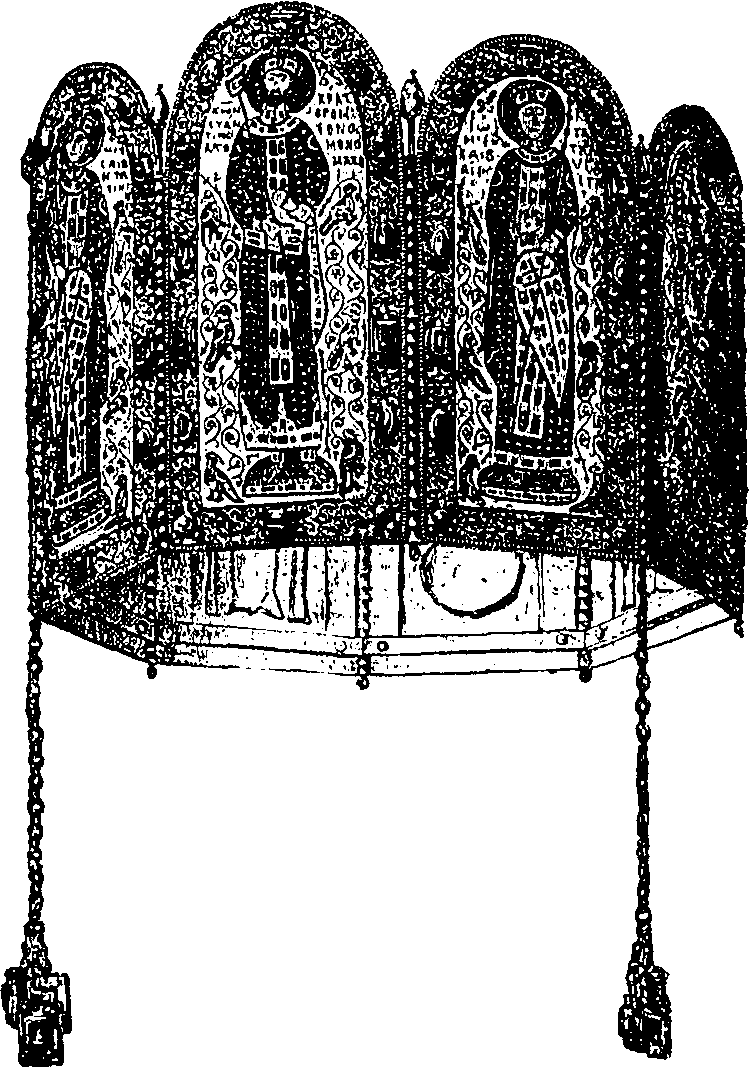
Kónsztantinosz Monomakhosz koronája
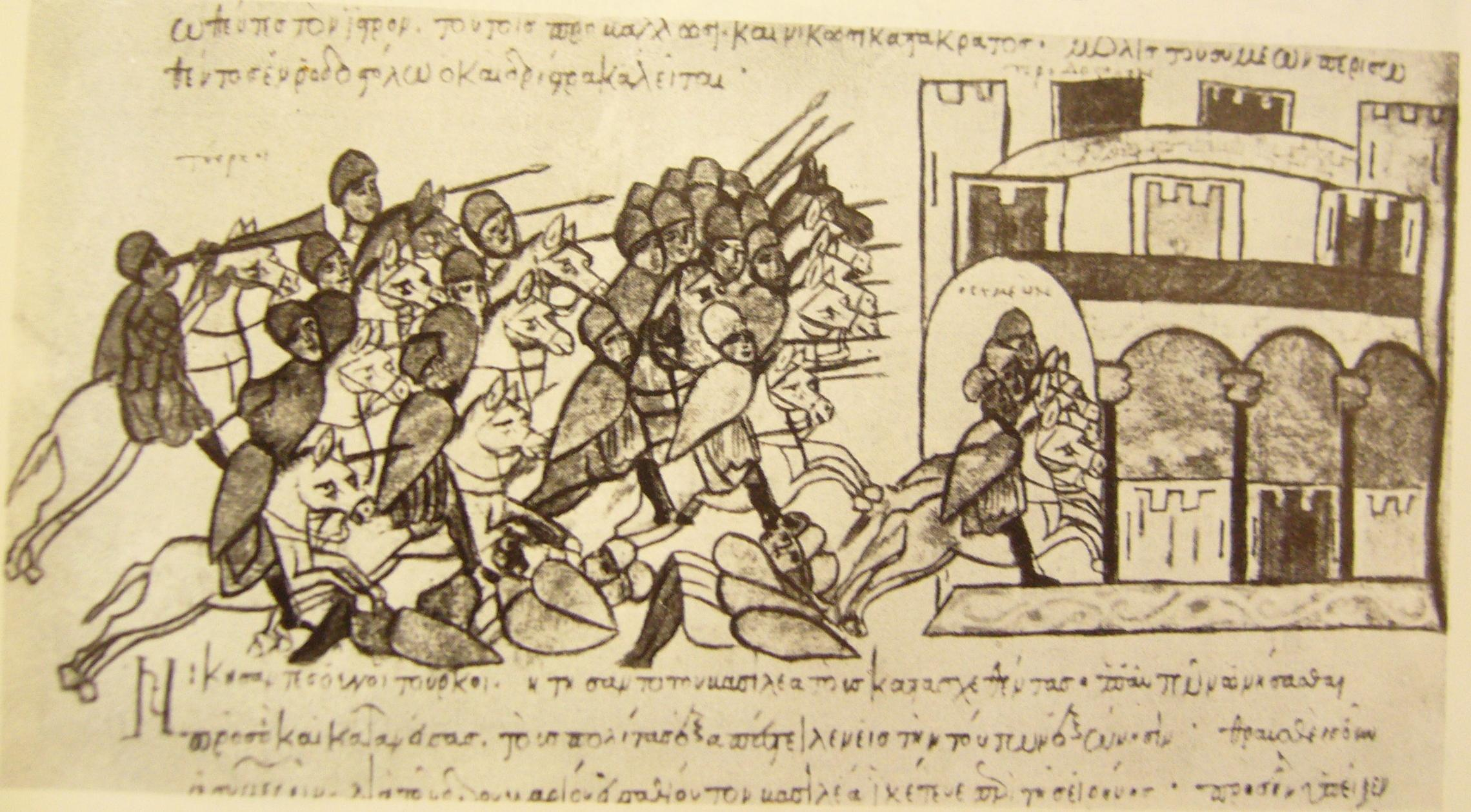
Magyar sereg üldözi Simeon bolgár cárt
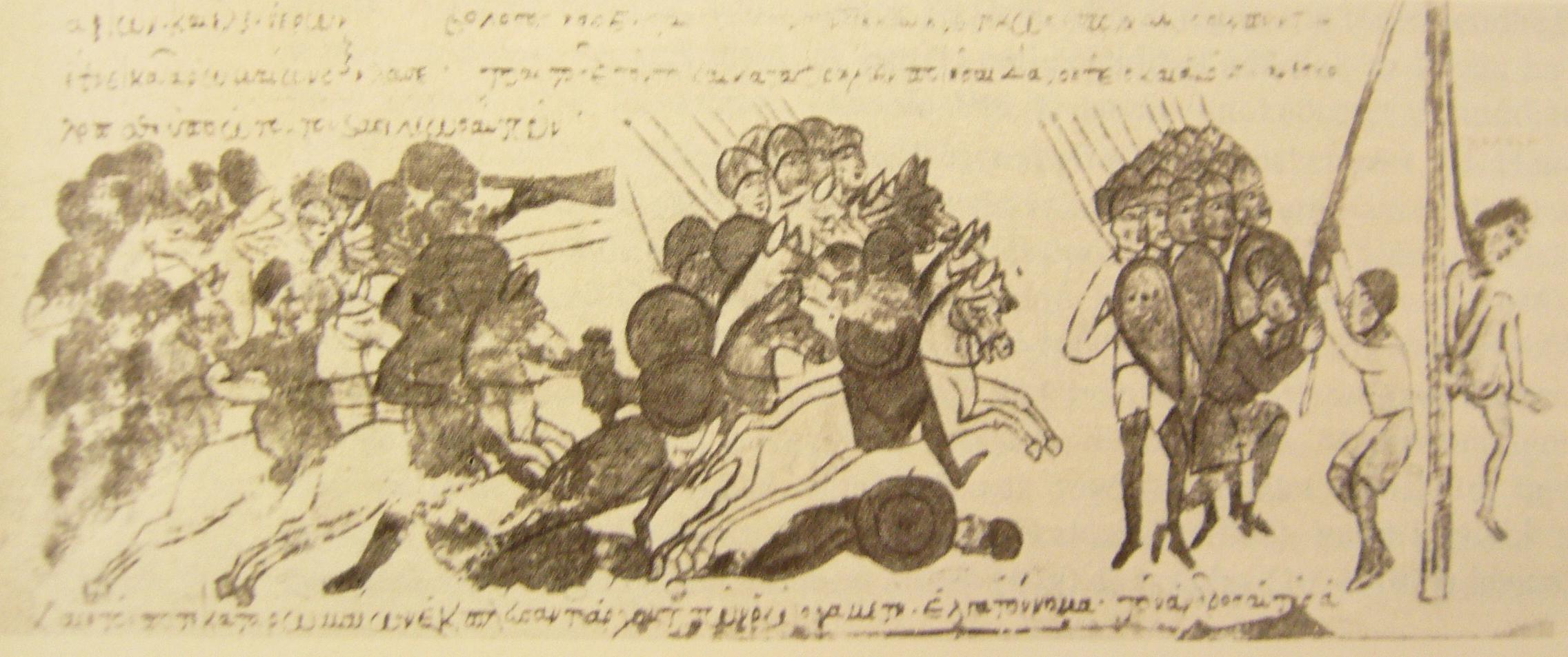
Ottó német király kivégezteti Bulcsú vezért
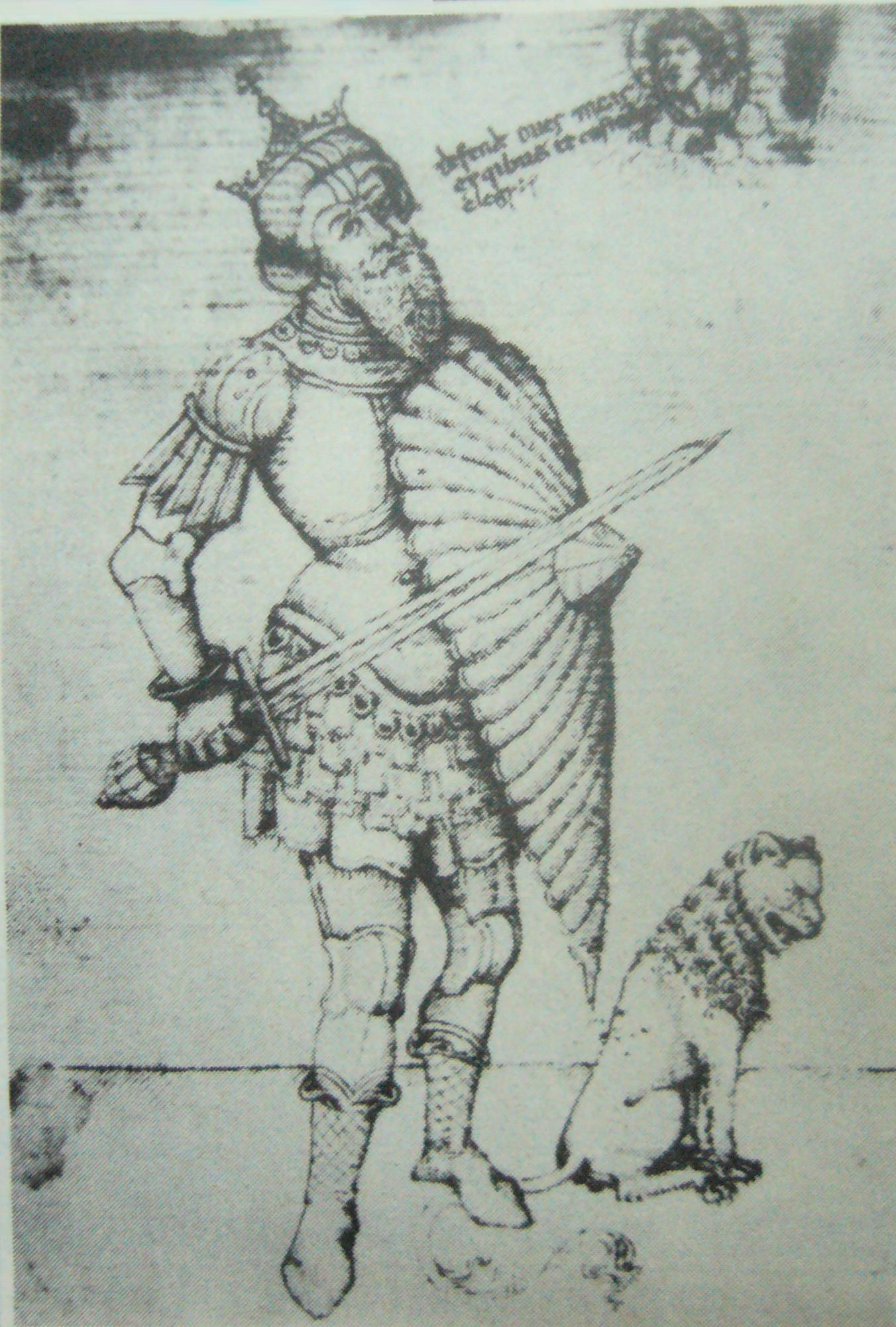
Zsigmond király nagyméretű díszpajzzsal